# Potopení křižníků Aboukir, Cressy a Hogue
Potopení křižníků Aboukir, Cressy a Hogue bylo námořní střetnutí mezi pancéřovými křižníky Britského královského námořnictva a ponorkou Německého císařského námořnictva, ke kterému došlo 22. září 1914 v Severním moři v oblasti mezi mělčinou Dogger Bank a nizozemským pobřežím. Německá ponorka U 9 pod velením Otty Weddigena v něm, za pouhou půlhodinu a s použitím pouhých pěti torpéd, potopila trojici britských pancéřových křižníků třídy Cressy. Potopení lodí bylo šokem pro britskou veřejnost a poškodilo reputaci britského námořnictva, získanou vítěznou první bitvou u Helgolandské zátoky.

## Předehra

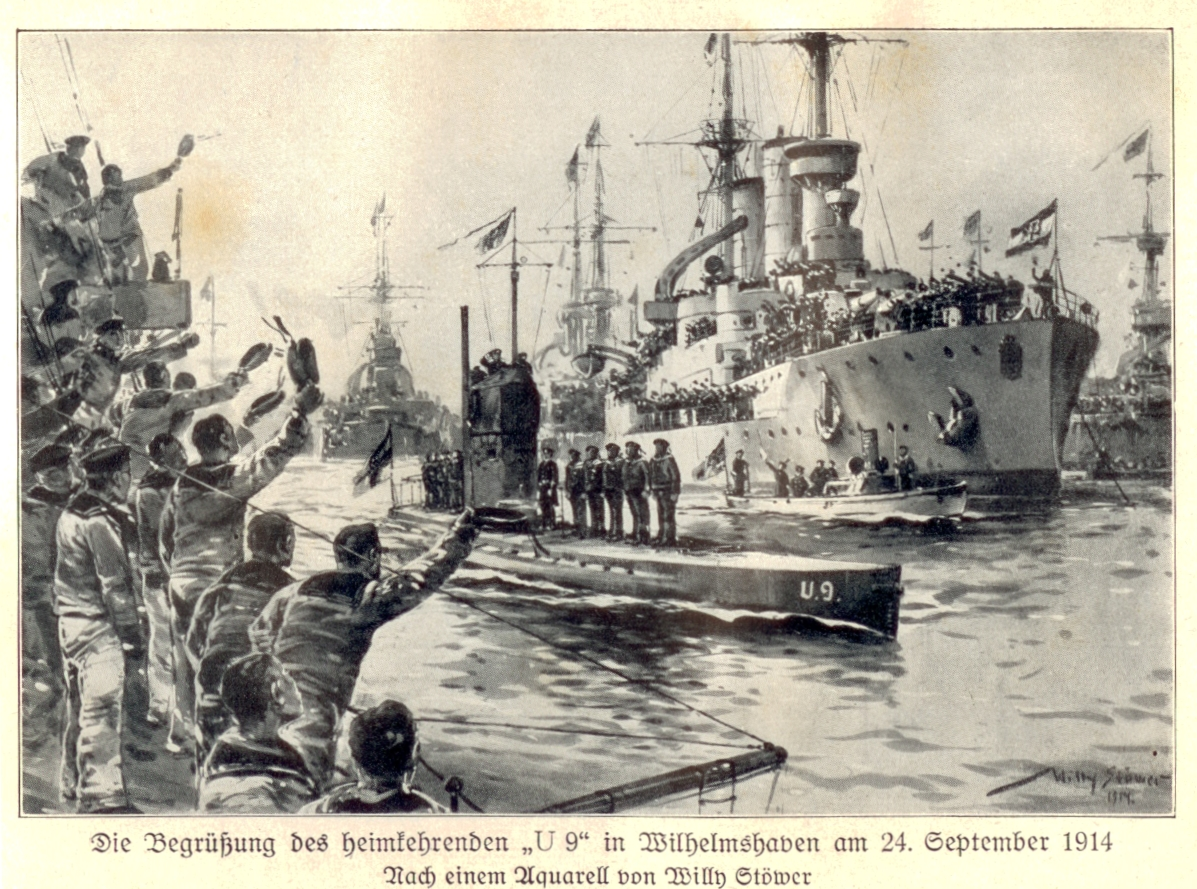
Německá ilustrace zachycující triumfální návrat U 9 z bojové plavby

Aboukir, Cressy a Hogue, byly v roce 1914 součástí takzvaného „Jižního svazu“, který poskytoval podporu torpédoborcům z Harwiche, kterým velel kontradmirál Arthur Christian ze svého vlajkového křižníku Euryalus. Samotné lodě, spolu s dalšími loděmi třídy Cressy, byly jmenovány sedmou křižníkovou eskadrou, které velel kontradmirál Henry Campbell. Lodě ve skutečnosti vůbec nebyly způsobilé boje, byly zastaralé, neohrabané a příliš dlouhé (navíc většinu námořníků tvořili kadeti z Královské akademie v Dartmouthu). Lodě spolu s torpédoborci hlídkovaly u nizozemských břehů, na takzvaných „širokých čtrnáctkách“, kde se masivně vyskytovaly německé ponorky, nikdo ale nevěděl, co by britské křižníky měly v dané oblasti dělat (ani jejich velitel Campbell). Dne 17. září 1914 lodě vypluly na obvyklou hlídkovou plavbu, ovšem bez krytí torpédoborců, které údajně nemohly kvůli mlze vyplout. Kontradmirál Christian na Euryalu prohlásil, že má málo uhlí (ve skutečnosti ho měl o 200 tun víc než Aboukir) a poškozenou anténu, načež se plnou parou vzdálil k anglickým břehům. Velitel 7. křížníkové eskadry, Henry Campbell, však taky nechtěl nést za lodě odpovědnost a vzdálil se s křižníkem Bacchant na opravu do Chathamu. Velení převzal kapitán John Drummond, velitel křižníku Aboukir. Zatímco eskadra hlídkovala, v Loch Ewe se konala schůzka, kde byl přítomen první lord admirality Winston Churchill, náčelník válečného štábu Doveton Sturdee a komodoři Reginald Tyrwhitth a Roger Keyes. Shodli se na tom, že hlídkování pancéřových křižníků v oblasti s velkým výskytem nepřátelských ponorek je nebezpečné a lodě musí být ihned odvolány. I přes zprávy a doporučení, které byly poté odeslány, se nic nedělo a křižníky i nadále hlídkovaly na Doggerské mělčině.

## Bitva

Schéma útoku ponorky U 9

22. září 1914 v šest hodin zahlédla německá ponorka U-9 pod velením kapitánporučíka Otty Weddigena vedoucí loď britské formace, Aboukir. Drummond v té chvíli ještě spal a hlídky žádné nebezpečí neregistrovaly. Loď však byla absolutně nepřipravena na útok. Námořníci nebyli na svých pozicích, děla nebyla nabitá a bedny s municí byly otevřeny, jen pro případ vážného nebezpečí. V 06:20 vypálila německá ponorka jedno torpédo, které zasáhlo loď do prostoru mezi první a druhou kotelnou. Loď se začala rychle potápět. Drummond okamžitě nařídil kapitánovi Nicholsonovi na Hogue, aby se přiblížil a pomáhal se záchranou trosečníků, protože většina záchranných člunů byla pod vodou a parní jeřáb selhal, takže nebylo možné spustit jednu parní pinasu. Naneštěstí byla druhá parní pinasa omylem ponechána v Chathamu. Loď se 700 namořníky rychle klesala ke dnu. Kapitán Nicholson sice nechtěl svou loď dostat do hrozícího nebezpečí v podobě německé ponorky, neměl ale na vybranou. Nechal signalizovat kapitánovi Johnsovi na Cressy ať dává větší pozor na ponorky a zachovává si odstup. Hogue se přiblížil k Aboukiru, zastavil stroje, a zahájil záchranné práce. V 06:55 Weddigen nechal vypálit dvě torpéda, která zasáhla skladiště střeliva. Hogue explodoval a začal klesat ke dnu vedle Aboukiru, který byl už téměř pod vodou. Kapitán Johnson na Cressy se po chvíli rozhodování (mohl plout do Anglie a zachránit loď, nebo jít na pomoc trosečníkům) přiblížil k potopeným lodím. Jeho loď však málem najela na desítky trosečníků, a proto rozkázal zastavit stroje. V 07:17 vypálily zadní torpédomety ponorky další dvě torpéda, která poničila pancíř lodi a voda se začala hrnout do kotelen. Během několika dalších minut klesla Cressy ke svým dvěma sesterským lodím. Trosečníci neměli záchranné vesty a pomoc od torpédoborců byla 60 kilometrů daleko. Námořníky nakonec zachránili nizozemští a britští rybáři, i přesto však zahynulo 1459 (zachráněných bylo jen 400).

## Soud
Admiralita byla zděšena a lid pobouřen. Soud, který nebyl vůbec objektivní, nechal odsoudit všechny tři kapitány potopených lodí, kdežto Campbell, Christian, Winston Churchill a Louis z Battenburgu (tehdejší vrchní velitel britského námořnictva) zůstali bez postihu a unikli tak kritice veřejnosti. U-9 pokračovala v úspěšné kariéře a o dva týdny později potopila křižník HMS Hawke, se kterým kleslo ke dnu 400 námořníků.